# Wadi Fira
Wadi Fira je jeden ze třiadvaceti správních regionů africké republiky Čad. Má rozlohu 54 310 km² a žije v něm 508 383 obyvatel (rok 2009). Hlavním městem je Biltine, dalšími významnými sídly jsou Guéréda, Iriba a Matadjana. Funkci guvernéra zastává od roku 2019 Issak Ahamat Ardja.
Do roku 1999 byl prefekturou Biltine. Hraničí s regiony Borkou, Ennedi-Ouest a Ennedi-Est na severu, se Súdánem na východě, s regionem Ouaddaï na jihu a Batha na západě. Většinu území pokrývá savana, která na severu přechází do Sahary, východní část je hornatá. Žijí zde Amdangové, Baggárové, Mararitové a Zagháwové.
Region se dělí na tři departmenty: Biltine, Dar Tama a Kobé.
Wadi Fira sousedí se súdánským Dárfúrem, zmítaným etnickým násilím. V regionu se proto nachází mnoho táborů pro válečné uprchlíky.